# Ike Visser
Ike Visser (Vinkeveen) is een Nederlands ballonvaarder. Na een paar andere functies in de luchtvaart begon hij als ballonvaarder en richtte in 1999 het bedrijf IkeAir op waarmee hij gasten meeneemt in de ballon. In april 2001 was hij de eerste Nederlander die met een heteluchtballon boven de Noordpool vaarde.

## Ballonnen
Visser heeft twee ballonnen die voorzien zijn van het Wereld Natuur Fonds logo. De eerste en kleinste van de twee, de PH-WWF, heeft hij sinds 2002. De tweede, de PH-PND, kwam in 2008. Beide ballonnen worden naast het gebruik in Nederland ook regelmatig ingezet op ballonfestivals overal ter wereld.
Ike Visser werkte als ballonvaarder mee aan het televisieprogramma Jochem in de Wolken. De ballon die hiervoor gebruikt werd, de PH-CDA, werd door de politieke partij CDA gebruikt voor promotiedoeleinden voorzien van partijlogo en beeltenis van Jan Peter Balkenende.
Verder heeft hij nog drie ballonnen voorzien van reclame voor bedrijven en een speciale ballon, met registratienummer G-HEAD, in de vorm van een hoofd.

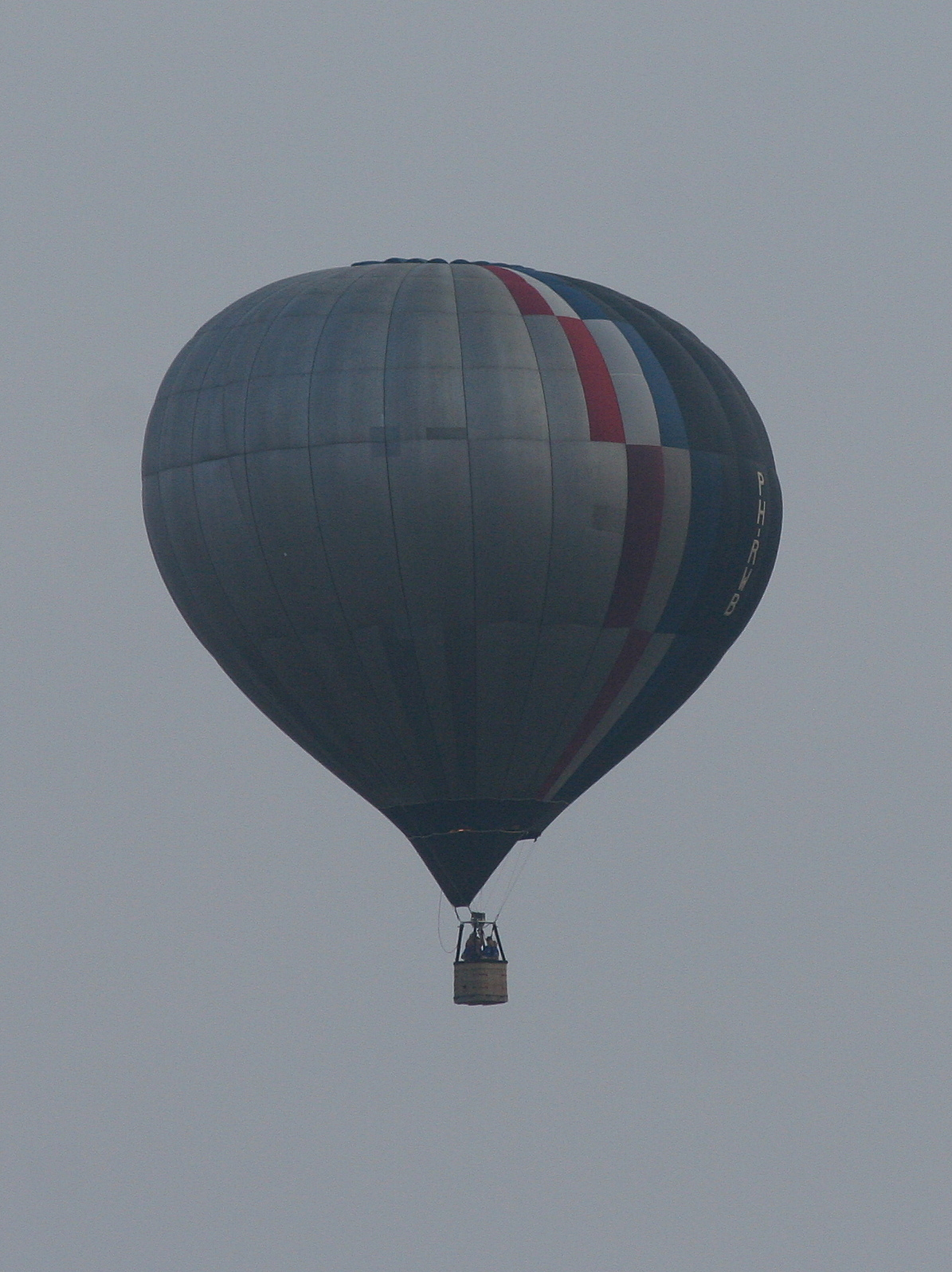
De PH-RWB in 2018 tijdens het Gilboa Balloon Festival in Israël. Met deze ballon vaarde Ike in 2001 boven de Noordpool

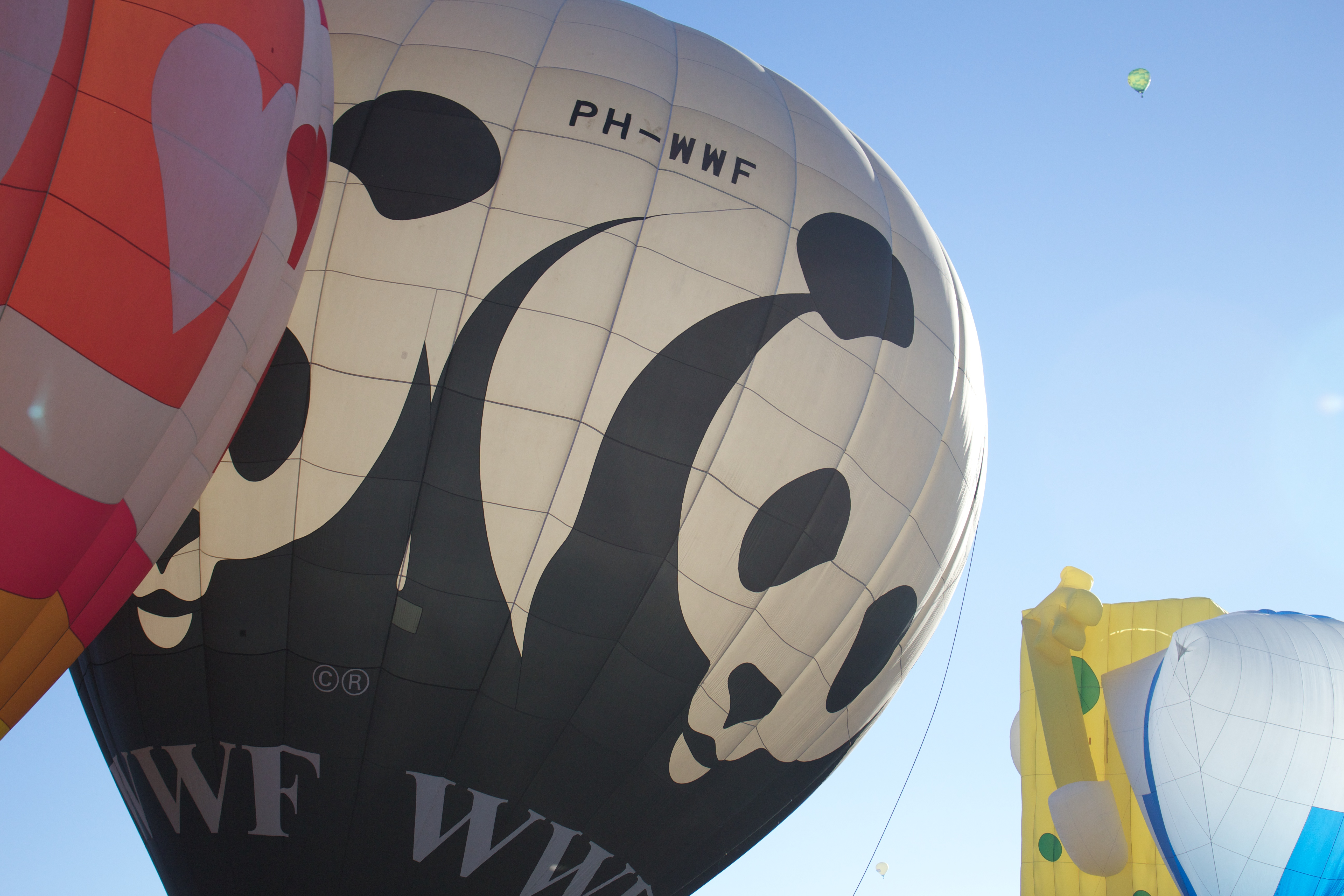
De PH-WWF in 2013 tijdens het Festival del Globo in Mexico